# Oriopsis bicoloris
Oriopsis bicoloris är en ringmaskart som beskrevs av Rouse 1990. Oriopsis bicoloris ingår i släktet Oriopsis och familjen Sabellidae. Inga underarter finns listade i Catalogue of Life.